# Pere Jorba i Gassó
Pere Jorba i Gassó (Calaf, Anoia, 1849 - Manresa, Bages, 1927) fou un industrial i comerciant català.

## Biografia
Quan tenia 8 anys, la seva família es va traslladar de Calaf a Manresa però al cap de tres anys, es van traslladar a Castellgalí on, de jove, en Pere treballà de barber i de teixidor a Castellgalí i voltants. El 1877 instal·là la primera fàbrica a Sant Vicenç de Castellet que va posar en servei el 1879 i va clausurar el 1884, quan es va traslladar amb la seva pròpia família a Manresa on va crear l'any 1886 una botiga al Carrer Urgell. Posteriorment també va crear fàbriques a la colònia Jorba, coneguda com a Colònia del Manganell (1892) i a Bellveí (1895) –al municipi de Calders–, entre d'altres, i una central elèctrica a Viladecavalls de Calders. Amb el nom de "Pedro Jorba e Hijos" va fabricar teixit, comercialitzant els seus productes a Manresa.
El 1904 obrí uns grans magatzems a Manresa, i el 1911, una altra sucursal al carrer del Call de Barcelona (vegeu casa Pau Soler i Trenchs). El creixement i l'èxit van acompanyar el local del carrer del Call i ben aviat es va estendre a altres edificis dels carrers de Sant Domènec i de Sant Ramon del Call. El 1919 creà una sucursal a Brussel·les.
L'1 de febrer de 1923, amb els seus fills, va constituir la Societat Anònima "Industrias y Almacenes Jorba, S.A.", assignant la majoria d'accions al seu hereu i fill gran en Joan Jorba i Rius.
Quan els locals del carrer del Call de Barcelona van quedar petits, el seu segon fill Pere Jorba i Rius, el 1926, es va encarregar del canvi de local passant al Portal de l'Àngel, amb la construcció d'un nou edifici. Pere Jorba i Gassó ja no va poder veure la reinauguració de l'immoble, amb dues plantes més, el 1932.
El 1936, en plena guerra civil i col·lectivitzats els magatzems, s'inaugurà un nou edifici a Manresa iniciat molt abans per l'hereu Joan Jorba i Rius.
El juliol de 1909 va començar a editar la "Revista ilustrada Jorba", dirigida pel Dr. Oleguer Miró i Borràs, de distribució gratuïta, que tenia una funció comercial i propagandística dels grans magatzems manresans. Arribava puntualment a milers de cases d'arreu de Catalunya, de l'Estat Espanyol i també de diversos països de l'Amèrica llatina. L'edició de la revista, amb un tiratge aproximat de 15.000 exemplars, es feia a la Impremta de Sant Josep de Manresa.

## Cronologia de Casa Jorba
| Data       | Casa de   | Descripció |
| 1869       | Manresa   | Fundació de Casa Jorba (Pere Jorba i Fills) per Pere Jorba i Gassó i Teresa Rius i Vilaseca. |
| 1869       | Manresa   | 1er Local: c/ de Na Bastardes, 6 (sota la Plaça Major i Baixada dels Jueus). |
| 1873       | Manresa   | 2n Local: Plaça Major, 20, al segon pis de la casa Fàbregas. |
| 1877       | Manresa   | Pere Jorba i Gassó va muntar la primera fàbrica de filats a Sant Vicenç de Castellet (molt modesta).                                                                                                 |
| 1886       | Manresa   | 3r Local: c/ d'Urgell, 6 (A tocar al Born i prop de l'actual Sastreria Tuneu). |
| 1892       | Manresa   | Pescant al gorg del riu Calders, en Pere Jorba i Gassó te la idea d'un salt d'aigua i fer una central eléctrica.                                                                                     |
| 1893-1896  | Manresa   | 1er Edifici: de Casa Jorba (Pedro Jorba e Hijos) a la plaça Sant Domènec cantonada amb c/Born i c/Nou.                                                                                               |
| 1896       | Manresa   | 1ª Central Elèctrica: Posada en marxa de la 1ª Central amb una pressa sobre el Gorg, un canal i un salt d'uns 20 metres.                                                                             |
| 1896       | Manresa   | Fàbrica Colònia Jorba: Inici del funcionament de la fabrica i construcció de les vivendes dels treballadors.                                                                                         |
| 24-11-1911 | Barcelona | Casa a Barcelona: Pere Jorba i Rius, se separa del negoci de Manresa i obre una Casa Jorba a Barcelona al carrer del Call, 13-15                                                                     |
| 24-11-1911 | Manresa   | Pere Jorba i Gassó i l'hereu Joan Jorba i Rius i els altres germans continuen a la Casa Jorba de Manresa (Pedro Jorba e Hijos).                                                                      |
| 1912       | Manresa   | 2ª Central Elèctrica: Posada en marxa de la 2ª Central amb pressa a Bellveí, canal de 5 km. i salt de 80 m.                                                                                          |
| 1918?      | Manresa   | Fàbrica del Pont de Vilomara: S'arrenda aquesta fabrica al seu amo per produir filats. |
| 06-01-1919 | Manresa   | Fàbrica Bellveí: Es constitueix la Cia: Centellas, Codò i Cia que explota aquesta fabrica que ja es tenia arrendada.                                                                                 |
| 05-1919    | Manresa   | Brussel·les: S'estableix botiga a Rue Antoine Dausaert que, més tard es trasllada a Boulevard Auspach i, finalment a Parvis-Saint-Giles/Rue de Moscou. Es tanca l'any 1923.                          |
| 1920       | Manresa   | Fàbrica de Calders: Inicia el seu funcionament produint empeses. A partir del 1935 produeix també teixits de color.                                                                                  |
| 01-02-1923 | Manresa   | Constitució de la Societat Anònima Industrias y Almacenes Jorba, S.A. 12.000 Accions: 11.400 per l'hereu Joan Jorba i Rius i 100 per a cada un dels altres germans.                                  |
| 1926       |           | Fàbrica Pont de Vilomara: Indústries i Magatzems Jorba arrenda al seu amo aquesta fàbrica i se'n fa càrrec.                                                                                          |
| 1926       | Barcelona | Casa a Barcelona: Nou local de Can Jorba al Portal de l'Àngel. |
| 03-02-1927 | Manresa   | Mort d'en Pere Jorba i Gassó. |
| 1928       | Manresa   | Fàbrica Pont de Vilomara: La fàbrica, arrendada, es crema totalment. |
| 1929       | Barcelona | Edifici singular de Barcelona: Adquisició de la finca del costat i unió amb el local de Portal de l'Àngel.                                                                                           |
| 1935       | Manresa   | Fàbrica Bellveí: Es deixa la fabrica per trasllat a Calders de la producció. (Centellas i Codò ja s'havia dissolt l'any 1933).                                                                       |
| 12-08-1934 | Manresa   | Font de l'Avi Colònia Jorba: Construïda en record de l'avi Pere Jorba i Gassó (amb majòliques d'en Lluís Uró i Servitja).                                                                            |
| 1936       | Manresa   | Nou Edifici: Durant la guerra, en plena col·lectivització, inauguració del 1er tram del nou edifici (Carrer Nou). El comitè de la col·lectivització no hi va deixar assistir a en Joan Jorba i Rius. |
| 21-03-1938 | Manresa   | Mort d'en Joan Jorba i Rius. |
| 24-12-1942 | Manresa   | Nou Edifici: Inauguració d'un 2n tram del nou edifici per part d'en Pere Jorba i Vall (cantonada).                                                                                                   |
| 29-10-1944 | Manresa   | Nova Església Colònia Jorba: Inaugurada pel Bisbe de Vic, Dr. Joan Perelló i Pou. |
| 1948       | Manresa   | Nou Edifici: Acabament de l'ultima fase, 3r tram, del nou edifici (progressivament es posà en servei fins a l'any 1952).                                                                             |
| 24-11-1961 | Barcelona | Casa a Barcelona: Se celebren les Noces d'Or de la Casa de Barcelona. |
| 1966       | Manresa   | Fàbrica Pont de Vilomara: Indústries i Magatzems Jorba adquireix la fàbrica a Ramon Torres i Regordosa.                                                                                              |
| 1970       | Manresa   | Traspàs Fàbrica Colònia Jorba: Es traspasa l'explotació a “Jorba i Mir, S.A.”. Es reté un 25% propi.                                                                                                 |
| 05-04-1971 | Manresa   | Traspàs dels Magatzems: El negoci es traspasa a "Industrial y Comercial, S. A.", amb la denominació de Jorba-Gicos.                                                                                  |
| 18-09-1973 | Manresa   | Venda fàbrica de Calders: Venda de la fabrica a l'arquitecte manresà Sr. Ribera |
| 1981       | Manresa   | Tancament fàbrica Colònia Jorba: Tancament definitiu de la fàbrica. |
| 1984       | Manresa   | Tancament Comerç Jorba a Manresa: Tancament del “Nou Edifici”, inaugurat el 1936. |
| 1985       | Manresa   | Tancament fàbrica Pont de Vilomara: Tancament definitiu de la fàbrica. |